# Abel Blasón
Abel Darío Blasón (Lucas González, Argentina 6 de septiembre de 1962) es un exfutbolista argetino que se desempeñó como delantero.

## Trayectoria
Abel Blasón inició su carrera futbolística en las divisiones inferiores del Club Atlético Lucas González, donde jugó hasta los 18 años. Tras probar suerte sin éxito en los clubes Unión y Colón, debió interrumpir su desarrollo deportivo para cumplir con el Servicio Militar. 
Al finalizar el Servicio Militar, a los 19 años, emprendió un viaje a Córdoba con el objetivo de participar en una prueba para Belgrano. En medio de más de 300 jóvenes, su talento destacó notablemente, lo que le valió ser elegido por José Yudica, entrenador del club en ese entonces. Fue así como, en 1982, se incorporó oficialmente al equipo.
En 1988, fue transferido a un empresario vinculado al fútbol colombiano. Antes de emigrar, jugó un año a préstamo en Talleres. Luego, en 1989, Blasón dio el salto al fútbol internacional al integrarse al América de Cali, en Colombia, compartiendo plantel con figuras como Ricardo Gareca, Juan Gilberto Funes y Julio Falcioni. Su estadía en América fue breve, ya que en 1990 regresó a Argentina para jugar en Quilmes y luego pasar a Chaco For Ever, club que entonces competía en la Primera División.
Posteriormente, volvió a Colombia para sumarse al Unión Magdalena de Santa Marta, donde permaneció cuatro meses. De regreso en su país, fichó por Quilmes en el Nacional B, convirtiéndose en el goleador del torneo. En 1991, Pese a tener una posibilidad de continuar su carrera en Europa con el Montpellier, esta no se concretó, lo que lo llevó a jugar en Colón. En donde cerró su carrera profesional como futbolista.
Durante su paso por Belgrano, se convertiría en uno de los máximos goleadores del club y se consagraría campeón del Torneo Regional 1985/86.

## Clubes
| Club            | País      | Año       |
| --------------- | --------- | --------- |
| Belgrano        | Argentina | 1982-1987 |
| Talleres        | Argentina | 1988-1989 |
| América de Cali | Colombia  | 1989      |
| Quilmes         | Argentina | 1989-1990 |
| Chaco For Ever  | Argentina | 1990      |
| Unión Magdalena | Colombia  | 1990-1991 |
| Colon           | Argentina | 1991-1992 |

## Palmarés

### Títulos locales
| Título                | Club                | País      | Año              |
| --------------------- | ------------------- | --------- | ---------------- |
| Campeonato Oficial    | Belgrano de Córdoba | Argentina | 1984, 1985       |
| Campeonato Provincial | Belgrano de Córdoba | Argentina | 1983, 1984, 1985 |

### Títulos nacionales
| Título          | Club                | País      | Año  |
| --------------- | ------------------- | --------- | ---- |
| Torneo Regional | Belgrano de Córdoba | Argentina | 1986 |